# Axidares d'Armènia
Axidares o Aškhadar va ser rei d'Armènia des potser l'any 100 al 113.
Moltes cronologies consideren que va succeir a Tiridates a la seva mort cap a l'any 100, però probablement caldria situar entremig a dos reis més (Mitridates II d'Armènia i Sanatruk I d'Armènia). Dió Cassi diu que era de la dinastia arsàcida i fill del rei part Pacoros II de Pàrtia), que posseïa el tron amb l'acord de Roma, i que no va satisfer ni a parts ni a romans.Osroes I de Pàrtia el va deposar i va col·locar al tron al seu nebot, un altre fill de Pacoros, de nom Partamasiris, contravenint el tractat de Randea, cosa que va donar excusa a l'emperador romà Trajà per intervenir.